# Xylophanes mulleri
Xylophanes mulleri är en fjärilsart som beskrevs av Clark 1920. Xylophanes mulleri ingår i släktet Xylophanes och familjen svärmare. Inga underarter finns listade i Catalogue of Life.